# Tetraonyx bipartita
Tetraonyx bipartita es una especie de coleóptero de la familia Meloidae.

## Distribución geográfica
Habita en México y Nicaragua.